# 電子道路收費系統 (新加坡)

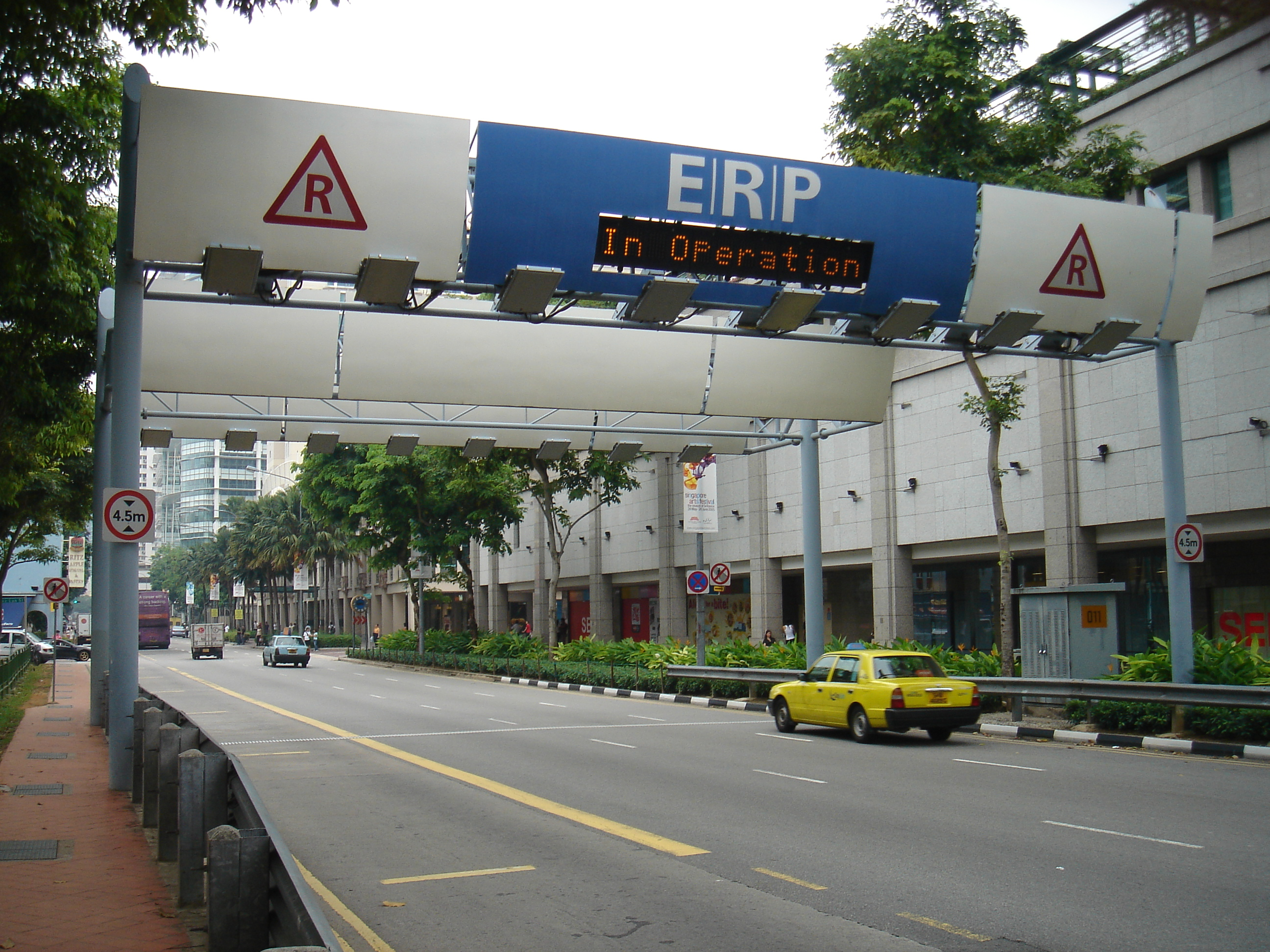
位於橋北路的ERP門架

電子道路收費系統（英語：Electronic Road Pricing，簡稱ERP）是新加坡所使用的電子道路收費系統。

## 系統

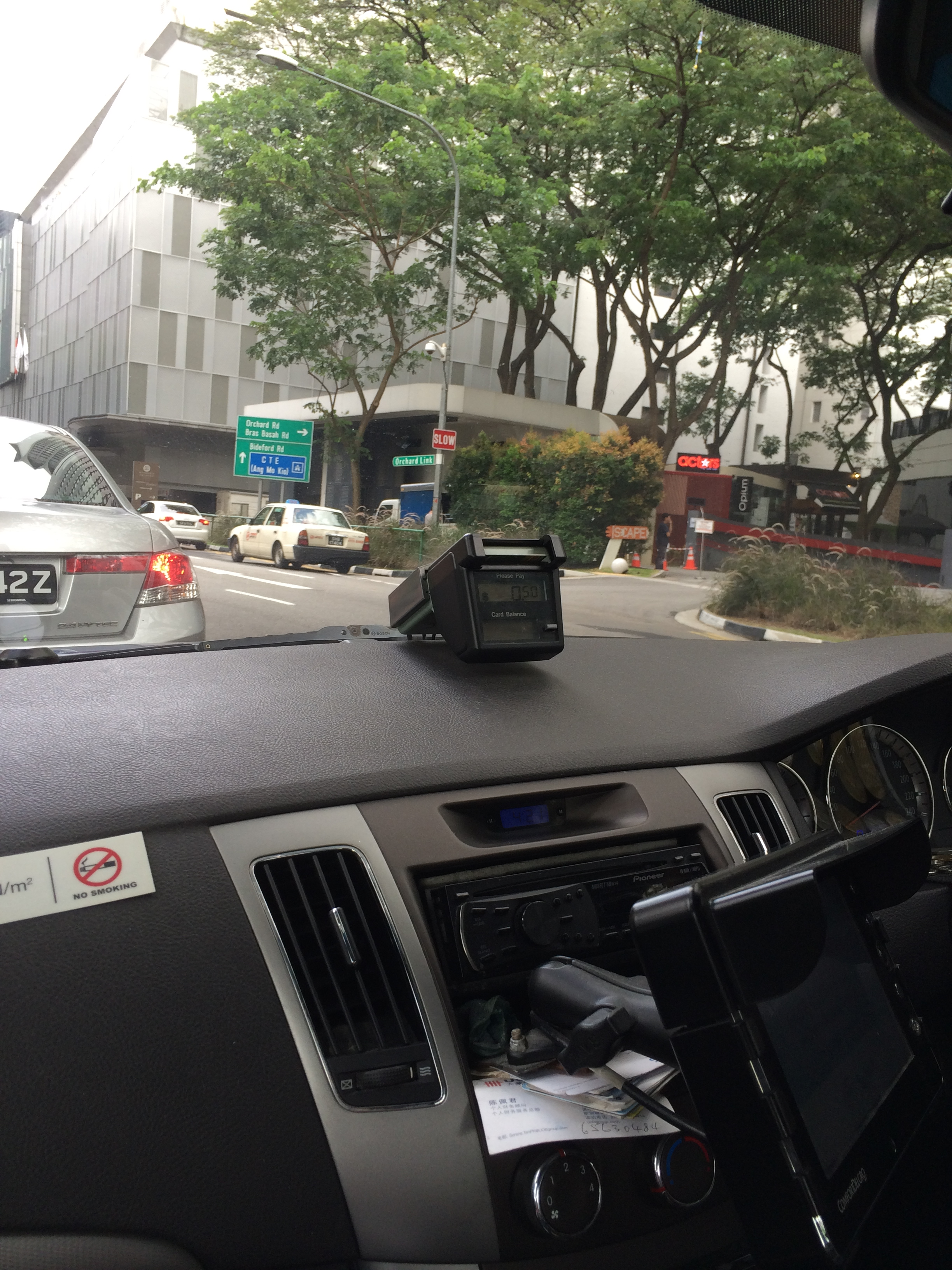
安裝在計程車上的收費接收器

該計畫主要是由通往新加坡中央商業區的道路上所裝設的ERP門架所組成。目前有80座ERP門架來監控普通道路與高速公路的交通流量。
一個被稱作車載單元（IU）的裝置被固定在視線內的駕駛員的前方擋風玻璃，在行駛道路時，必須把儲值卡或現金卡插入在IU的右下角以支付道路使用費。而第二代IU可以接受非接觸式NETS現金卡與EZ-LINK。一個IU的成本是150新加坡元。新加坡注册的车辆强制性要求配備IU。
三菱重工有限公司是這項IU技術的提供商。
若車輛通過ERP時，IU内的儲值卡及現金卡（或EZ -Link）余额不足，车主須在兩週內补缴所欠ERP費用以及额外10元行政費。否则，車主會在兩週後收到罰款通知。

## 圖集

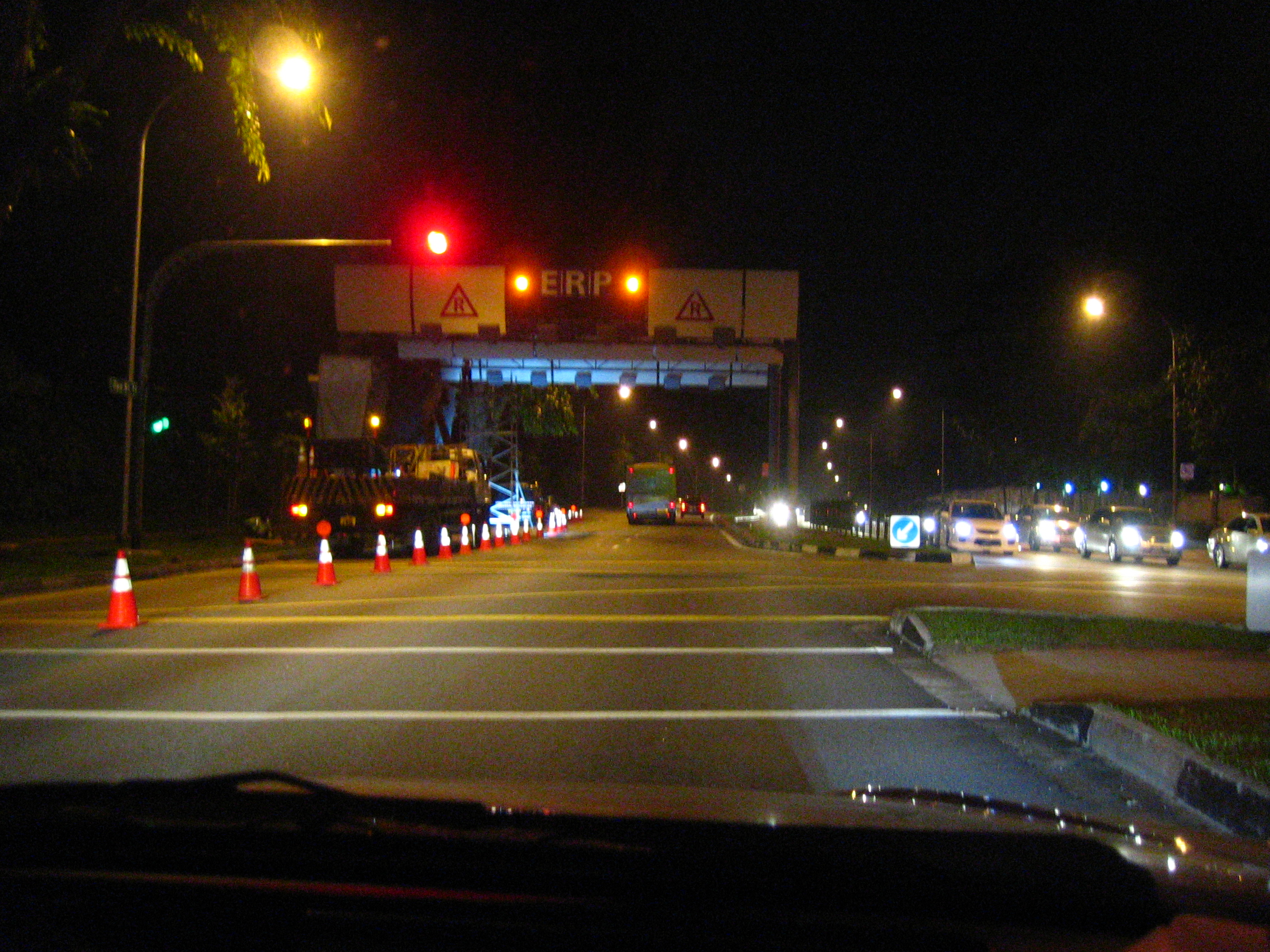
在夜间新安装的ERP門架
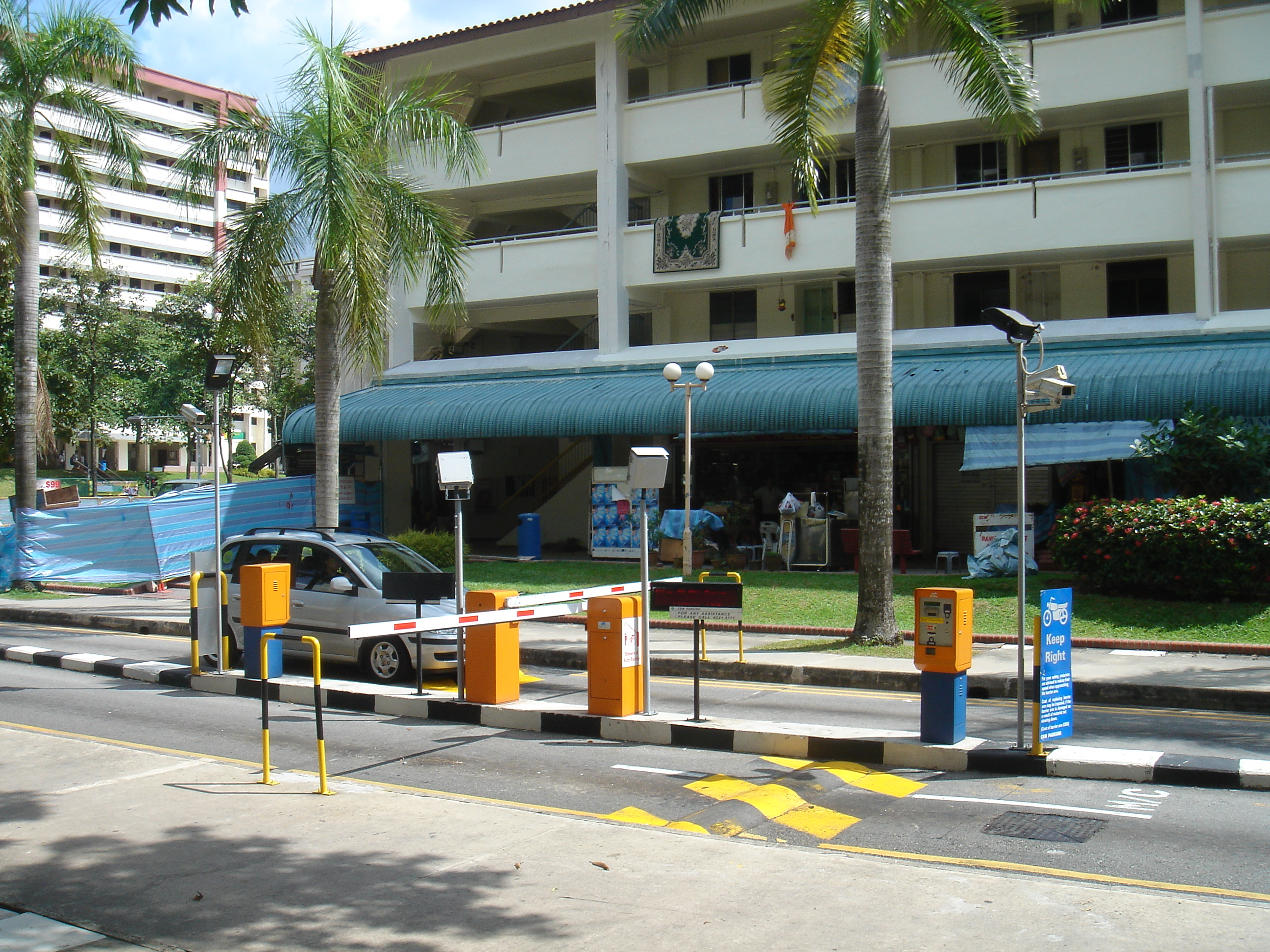
位於義順的電子泊車系統

## 外部連結
- Land Transport Authority (Singapore): ERP
- Integrated public transport in Singapore and Hong Kong, James Luk and Piotr Olszewski, Dec 2003
- Schematic drawing of ERP system using pair of 2 gantries and 5 step detection sequence  （页面存档备份，存于）
- TripSum @ Xeesa.com: 1st online ERP / Fuel / Taxi fare calculator to check and calculate ERP amount needed for a motorist's driving trip in Singapore
- ERP current rate and timing(Singapore)